# Todirostre de Kaempfer
Hemitriccus kaempferi
Espèce
Statut de conservation UICN

 VU  : Vulnérable
Le Todirostre de Kaempfer (Hemitriccus kaempferi) est une espèce de passereau de la famille des Tyrannidae,.

## Distribution
Cet oiseau vit au sud-est du Brésil, à l'est de l'État de Santa Catarina,.